# Cutting
Cutting (Duits: Kuttingen) is een gemeente in het Franse departement Moselle (regio Grand Est) en telt 118 inwoners (2009).
De gemeente maakt deel uit van het arrondissement Château-Salins en sinds 22 maart 2015 van het kanton Le Saulnois, toen het kanton Dieuze, waar de gemeenten daarvoor onder viel, erin opging.
De reden dat in het gemeentewapen, een kruis van de Duitse Orde te vinden is, verwijst naar de historische Parochie van deze kruisridderorde waarvan deze plaats deel heeft uitgemaakt. 
in  de 18e eeuw was deze plaats, een dependance van de  Proosdij van Wissembourg / Weiẞenburg. 

## Geografie
De oppervlakte van Cutting bedraagt 5,5 km², de bevolkingsdichtheid is dus 21,5 inwoners per km².
De onderstaande kaart toont de ligging van Cutting met de belangrijkste infrastructuur en aangrenzende gemeenten.

## Demografie
Onderstaande figuur toont het verloop van het inwonertal (bron: INSEE-tellingen).